# Laya Raki
Laya Raki, nome d’arte di Brunhilde Marie Alma Herta Jörns (Amburgo, 27 luglio 1927 – Hollywood, 21 dicembre 2018) è stata un'attrice e ballerina tedesca.

## Biografia
Figlia dell'acrobata Maria Althoff e del clown Wilhelm Jörns, fece scalpore nel triennio 1947–1950, quando debuttò come ballerina in abiti succinti nei locali notturni di Francoforte e in altre città tedesche. Nel 1950 a Berlino la sua danza le procurò un pubblico via via sempre più numeroso. 
Nello stesso anno, la società cinematografia DEFA la ingaggiò per interpretare la parte della ballerina nel film Der Rat der Götter, grazie al quale ottenne due premi. Il Berliner Morgenpost elogiò in modo straordinario il suo talento, sia per la danza che per la sua mimica, ricca di sfumature. 
Sempre nel 1950 apparve nel film musicale Die Dritte von rechts per la Realfilm, dove ballò una rumba a seni scoperti con solo delle stelline poste sui capezzoli. Danzò anche in vesti succinte sia nel film Ehe für eine Nacht che in altri. Nel film Roter Mohn interpretò la parte della zingarella Ilonka che danza con il fuoco, dialogando con il comico viennese Hans Moser.
Nel 1954 fu vittima di un truffatore che le promise ruoli sia in Gran Bretagna che a Hollywood. Una volta a Londra per la J.Arthur Rank Film Company recitò in Nuova Zelanda il ruolo di una donna dalle fattezze esotiche per il film The Seekers.
Dopo aver frequentato una scuola di teatro e recitazione, a Hollywood ottenne ruoli anche in diversi telefilm. Deve la sua notorietà soprattutto alla televisione, grazie al TV-show Crane. Nei 39 episodi della popolare serie (dal 1962 al 1965) fu una delle coprotagoniste di Patrick Allen, nella parte del contrabbandiere Richard Crane, mentre lei interpretava il ruolo di Halima, manager marocchina del suo nightclub.
Posò come modella per diversi studi fotografici e comparve spesso sulle copertine di numerose riviste. Earl Wilson, un columnist di Broadway disse di lei: "Anche se è vestita appare come se indossasse solo una cerniera lampo". Wilson le scattò alcune fotografie per il suo Earl Wilson's Album of Showgirls, prima edizione del 1956.
Nel 1963 cantò due canzoni: Faire l'amour e Oh Johnny hier nicht parken. L'ultima canzone venne probita dalla pretura di Norimberga: il magistrato ravvisava che la cantante simulasse con la voce un vero e proprio coito. Nel 1958 sposò l'attore australiano Ron Randell, con cui visse fino alla sua morte avvenuta a Los Angeles nel 2005.

## Filmografia parziale

### Cinema
- Der Rat der Götter, regia di Kurt Maetzig (1950)
- La terza da destra (Die Dritte von rechts), regia di Geza von Cziffra (1950)
- Matrimonio per una notte (Ehe für eine Nacht) (1953)
- Die Rose von Stambul, regia di Karl Anton (1953)
- L'isola del paradiso (Up to His Neck), regia di John Paddy Carstairs (1954)
- Am Anfang war es Sünde, regia di Frantisek Cáp (1954)
- La valle dei Maori (The Seekers), regia di Ken Annakin (1954)
- La moglie dell'ambasciatore (Die Frau des Botschafters) (1955)
- La trappola della morte (Camino cortado o Gesperrte Wege), regia di Ignacio F. Iquino (1955)
- L'arciere del re (The Adventures of Quentin Durward), regia di Richard Thorpe (1955)
- Baciami ancora (Küss mich noch einmal), regia di Helmut Weiss (1956)
- Roter Mohn, regia di Franz Antel (1956)
- Die Nylonschlinge, regia di Rudolf Zehetgruber (1963)
- Il mistero della nappa rossa (Das Geheimmnis der roten Quaste)
- Il tipo galante (The Gallant One), regia di Aaron Stell (1964)
- Das Haus auf dem Hügel, regia di Werner Klingler (1964)
- El Cjorro (Savage Pampas), regia di Hugo Fregonese (1965)
- Il papavero è anche un fiore (Poppies Are Also Flowers), regia di Terence Young (1966)

### Televisione
- Hawaiian Eye – serie TV, episodio 1x26 (1960)
- Le spie (I Spy) – serie TV, episodio 1x05 (1965)